# Kardemir Karabükspor
A Kardemir Karabükspor török labdarúgóklub, melyet a Karabük Gençlikspor és a Demir Çelik Spor fúziójával alapítottak 1969-ben Karabük városában. Jelenleg a török másodosztályban szerepel. Hazai mérkőzéseit a Yenişehir stadionban játssza.

## Eredményei

### Bajnoki múlt
A Kardemir Karabükspor helyezései az török labdarúgó-bajnokság élvonalában.
| Idény   | Helyezés |
| ------- | -------- |
| 1993–94 | 14. hely |
| 1997–98 | 9. hely  |
| 1998–99 | 18. hely |
| 2010–11 | 10. hely |
| 2011–12 |          |

## Külső hivatkozások
- Hivatalos oldal (törökül)
- Adatlapja az Európai Labdarúgó-szövetség (UEFA) oldalán (angolul)
- Adatlapja Archiválva 2016. augusztus 29-i dátummal a Wayback Machine-ben a foot.dk-n (dánul)
- Adatlapja[halott link] a Weltfussballarchivon (angolul)
- Legutóbbi mérkőzései a Soccerway-en (angolul)